# Drwały (Bielsk)
Pour les articles homonymes, voir Drwały.
Drwały (prononciation : [ˈdrvawɨ]) est un village polonais de la gmina de Bielsk dans le powiat de Płock de la voïvodie de Mazovie dans le centre-est de la Pologne.
Il se situe à environ 5 kilomètres au sud de Bielsk (siège de la gmina), 11 kilomètres au nord-est de Płock (siège du powiat) et à 95 kilomètres au nord-ouest de Varsovie (capitale de la Pologne).
Le village compte approximativement une population de 75 habitants en 2007.

## Histoire
De 1975 à 1998, le village appartenait administrativement à la voïvodie de Płock.